# Canton de Saint-Vincent-de-Tyrosse
Le canton de Saint-Vincent-de-Tyrosse est une ancienne division administrative française située dans le département des Landes et la région Aquitaine. Il a été supprimé par le nouveau découpage cantonal entré en vigueur en 2015.
Saint-Vincent-de-Tyrosse est le bureau centralisateur du nouveau canton du Pays tyrossais.

## Géographie
Ce canton était organisé autour de Saint-Vincent-de-Tyrosse dans l'arrondissement de Dax. Son altitude variait de 0 m (Capbreton) à 108 m (Sainte-Marie-de-Gosse) pour une altitude moyenne de 37 m.

## Représentation

### Conseillers généraux de 1833 à 2015
| Période                                  | Période          | Identité                       | Étiquette    | Qualité                                                                                      |
| ---------------------------------------- | ---------------- | ------------------------------ | ------------ | -------------------------------------------------------------------------------------------- |
| 1833                                     | 1836             | Jean Fermy de Saint-Martin     |              | Maire de Capbreton (1828-1831 et 1840-1852)                                                  |
| 1836                                     | 1871             | Alexandre Devert               |              | Notaire Maire de Saint-Martin-de-Hinx (1830-1871)                                            |
| 1871                                     | 1880             | Jacques Vincent Adolphe Dubois | Républicain  | Propriétaire à Saubrigues                                                                    |
| 1880                                     | 1888 (démission) | Théogène Lafitte               | Républicain  | Rentier à Saint-Jean-de-Marsacq                                                              |
| 1888                                     | 1893 (décès)     | Prosper Darrigrand             | Républicain  | Ancien maire de Bénesse-Maremne (1848-1851)                                                  |
| 1893                                     | 1898             | Anatole de Saint-Martin-Lacaze | Républicain  | Maire de Capbreton (1865-1900)                                                               |
| 1898                                     | 1910             | Georges Gémain-Darrigrand      | Républicain  | Ancien magistrat colonial au Sénégal Notaire à Saint-Martin-de-Hinx Maire de Bénesse-Maremne |
| 1910                                     | 1919             | Alfred de Gorostarzu           | Royaliste    | Maire de Saint-Vincent-de-Tyrosse (1904-1929)                                                |
| 1919                                     | 1922             | André Delest                   |              | Maire de Capbreton (1912-1913 et 1936-1937)                                                  |
| 1922                                     | 1939 (décès)     | Henri Depeton                  | Rad.ind.     | Médecin - Maire de Saint-Martin-de-Hinx (1908-1935)                                          |
| 1939                                     | 1940             | siège vacant                   |              |                                                                                              |
|                                          |                  |                                |              |                                                                                              |
| 1943                                     | 1945             | Fernand Ducourneau             |              | Maire de Bénesse-Maremne Nommé conseiller départemental en 1943                              |
|                                          |                  |                                |              |                                                                                              |
| 1945                                     | 1949             | Antoine Capgras                | SFIO         | Maire de Labenne Ancien député de Tarn-et-Garonne (1924-1932)                                |
| 1949                                     | 1952 (décès)     | Gabriel Delpuech               | Rad.         | Négociant Maire de Saint-Vincent-de-Tyrosse (1938-1953)                                      |
| 1953                                     | 1955             | Élie Despouys                  | Rad.         | Ancien maire de Capbreton (1945-1947)                                                        |
| 1955                                     | 1979             | René Folin                     | SFIO puis PS | Directeur d'école Maire de Bénesse-Maremne (1947-1983)                                       |
| 1979                                     | 1997 (démission) | Jean-Pierre Dufau              | PS           | Enseignant retraité Député (1997-2017) Maire de Capbreton (1989-2012)                        |
| 1997                                     | 2004             | Jean-Claude Sescousse          | PS           | Enseignant Maire de Saint-Vincent-de-Tyrosse (1988-2003)                                     |
| 2004                                     | 2011             | Jean-François Dussin           | PS           | Enseignant Maire de Bénesse-Maremne (1989-2014)                                              |
| 2011                                     | 2015             | Michèle Labeyrie               | PS           | Maire de Saint-Vincent-de-Tyrosse (2004-2014)                                                |
| Les données manquantes sont à compléter. |                  |                                |              |                                                                                              |

### Conseillers d'arrondissement (de 1833 à 1940)
| Période                                  | Période      | Identité                | Étiquette               | Qualité |
| ---------------------------------------- | ------------ | ----------------------- | ----------------------- | --- |
| 1833                                     | 1845 (décès) | M. Duboscq              |                         | Propriétaire à Saubrigues                                                                                   |
|                                          |              |                         |                         | |
|                                          | 1893 (décès) | Arnaud Destribats       |                         | Négociant à Saint-Vincent-de-Tyrosse                                                                        |
| 1893                                     | 1895 (décès) | M. Castaing             |                         | |
| 1895                                     |              | Jean-Théodore Caulongue | Républicain             | Maire de Labenne                                                                                            |
|                                          |              |                         |                         | |
| 1913                                     | 1919         | Jean-Baptiste Bathurt   | RG                      | Géomètre à Bénesse-Maremne                                                                                  |
| 1919                                     | 1925         | Bertrand Marmande       | SFIO Socialiste agraire | Artisan carrier, épicier et aubergiste, maire de Sainte-Marie-de-Gosse                                      |
| 1925                                     | 1931         | Fernand Junqua          | Radical                 | Médecin, maire de Capbreton                                                                                 |
| 1931                                     | 1940         | Léon-Dominique Desclaux | Radical                 | Propriétaire cultivateur, maire de Seignosse                                                                |
| 1940                                     |              |                         |                         | Les conseils d'arrondissement ont été suspendus par la loi du 12 octobre 1940 et n'ont jamais été réactivés |
| Les données manquantes sont à compléter. |              |                         |                         | |

## Composition
Le canton de Saint-Vincent-de-Tyrosse groupait onze communes et comptait 28 214 habitants (population municipale au 1er janvier 2007).
| Communes                 | Population (2012) | Code postal | Code Insee |
| ------------------------ | ----------------- | ----------- | ---------- |
| Bénesse-Maremne          | 2 078             | 40230       | 40036      |
| Capbreton                | 7 652             | 40130       | 40065      |
| Josse                    | 725               | 40230       | 40129      |
| Labenne                  | 4 431             | 40530       | 40133      |
| Orx                      | 447               | 40230       | 40213      |
| Saint-Jean-de-Marsacq    | 1 243             | 40230       | 40264      |
| Sainte-Marie-de-Gosse    | 1 036             | 40390       | 40271      |
| Saint-Martin-de-Hinx     | 1 129             | 40390       | 40272      |
| Saint-Vincent-de-Tyrosse | 6 936             | 40230       | 40284      |
| Saubion                  | 1 281             | 40230       | 40291      |
| Saubrigues               | 1 256             | 40230       | 40292      |

## Démographie
| 1962   | 1968   | 1975   | 1982   | 1990   | 1999   | 2006   | 2007   | - |
| ------ | ------ | ------ | ------ | ------ | ------ | ------ | ------ | - |
| 12 874 | 13 932 | 15 064 | 16 551 | 19 486 | 22 977 | 27 573 | 28 214 | - |